# Enicospilus rhetus
Enicospilus rhetus là một loài tò vò trong họ Ichneumonidae.